# Frédérique Jossinet
Frédérique Jossinet (Rosny-sous-Bois, 16 de dezembro de 1975) é uma ex-judoca francesa.
Foi campeã olímpica em Judô nos Jogos Olímpicos de Verão de 2004, Atenas na categoria até 48Kg, além de ter sido duas vezes vice-campeã e duas vezes medalha de bronze em Campeonatos Mundiais de judô.